# Александар Палатов
Александар Сергејевич Палатов (рус. Александр Сергеевич Палатов; Волгоград, 9. мај 1995) руски је пливач чија специјалност су трке прсним стилом. Некадашњи је светски јуниорски првак у трци на 200 метара прсним стилом. 

## Спортска каријера
Палатов је рођен и одрастао у Волгограду, где је и почео да се бави пливањем. Први запаженији резултат у каријери постигао је на европском првенству за јуниоре 2013. у Познању где је освојио сребрну медаљу у трци на 200 метара прсним стилом. Свега месец дана касније, у истој дисциплини осваја и титулу светског првака на првенству које је одржано у Дубаију.
На првенству Русије за 2014. освојио је титулу националног првака на 200 прсно, а нешто касније наступио је и на сениорском европском првенству у Берлину где је у истој дисциплини заузео 13. место у квалификацијама.  
На светским првенствима је дебитовао у корејском Квангџуу 2019, где је заузео укупно 26. место у квалификацијама трке на 200 прсно.